# Merong Kamakã Mongóio
Merong Kamakã Mongoió (Contagem - 4 de fevereiro de 2024, Brumadinho) foi um cacique e liderança indígena pertencente ao povo Pataxó-hã-hã-hãe, líder da comunidade Kamakã. Ficou conhecido nacionalmente pela sua atuação na defesa do direito dos povos indígenas aos seus territórios tradicionais. Além da liderança de seu próprio povo, atuava na organização de comunidades Xokleng, Kaiǵang e Guarani.
Quando citado pela Articulação dos Povos Indígenas do Brasil (Apib), é lembrado pela sua atuação no Rio Grande do Sul na Ocupação Lanceiros Negros, que teve como consequência a mobilização que culminaram em retomadas pelos povos Xokleng, na cidade de São Francisco de Paula, e Guarani Mbyá, na cidade de Maquiné.

## Vida
Nasceu no município de Contagem e ainda criança foi morar na Bahia. Uma de suas frases que lhe renderam admiração, relembrada pela direção do Museu Nacional dos Povos Indígenas era que
| “                       | "a terra é vida e espiritualidade. No momento em que a terra é explorada indevidamente, ela nos dá o retorno da sua dor" | ” |
| — Merong Kamakã Mongóio | |   |

No ano de 2021, no mês de outubro, guiado pela espiritualidade liderou o seu povo para a retomada de território ancestral onde hoje se localiza a Vale do Córrego Areias, em Brumadinho. Segundo sua percepção as retomadas são "atos sagrados de recuperação de terras, lugares, águas e de vida".
Em 2016, encontrou na Ocupação Lanceiros Negros um espaço de passagem, quando da necessidade de trabalho por meio da venda de artesanatos, em entrevista afirmou:
| “                       | “Eu vim com a família e me deparei com a situação de que não tinha onde ficar. Foi quando eu bati na porta dos Lanceiros Negros e fui acolhido, eu, minha família e mais uma parente da Bahia que estava conosco (...) Sempre que eu vinha para Porto Alegre, eu dormia na rua ou dormia na rodoviária, porque eu não tinha onde ficar. Depois que existe a ocupação Lanceiros Negros, graças ao nosso Pai Tupã, eu consigo trabalhar com dignidade e não falta alimento na mesa para minha família”. | ” |
| — Merong Kamakã Mongóio | |   |

## Morte ou assassinato
Sua morte se deu em um contexto de retomada do território Kamakã Mongoió, localizado no Vale do Córrego de Areias, na cidade de Brumadinho, em Minas Gerais. Faleceu aos 36 anos, em uma segunda feira, 4 de março de 2024. Seu corpo foi encontrado com sinais de enforcamento, atestados pela polícia militar. No entanto, a polícia civil encontra-se em diálogo com a polícia federal na busca por uma apuração dos fatos. No dia seguinte, a Vale lamentou sua morte, mas impediu seu sepultamento na Justiça.
Segundo um membro da CPT, o cacique Merong não teria se suicidado pois, segundo o relato de uma conversa datada de 25 de fevereiro,  a liderança havia lhe informado que iria "ampliar a luta". A Apib informa que amigos e parentes também afirmam que ele não teria se suicidado.

### Manifestações públicas sobre sua morte
A Fundação Nacional dos Povos Indígenas e a Apib lançaram notas de pesar pela sua morte em seus canais de comunicação.